# ステファン・ミクス
ステファン・ミクス（Stephan Micus、1953年1月19日 - ）は、ドイツ出身のミュージシャン。数多くの楽器を演奏する多楽器演奏者。1970年代より長年ECMレコードに所属しているミュージシャンであるが、数少ないニューエイジ系のミュージシャンである。
日本や中国、インド等の民族楽器を用いて演奏しており、自己の歌唱を多重録音しているものもある。

## ディスコグラフィ

### リーダー・アルバム
- Archaic Concerts (1976年、Caroline/Virgin)
- Implosions (1977年、Japo/ECM)
- Behind Eleven Deserts (1978年、Wind)
- Till the End of Time (1978年、Japo/ECM)
- Koan (1981年、Japo/ECM) ※1977年録音
- Wings over Water (1982年、Japo/ECM)
- Listen to the Rain (1983年、Japo/ECM)
- East of the Night (1985年、Japo/ECM)
- 『オーシャン』 - Ocean (1986年、ECM)
- 『トワイライト・フィールズ』 - Twilight Fields (1987年、ECM)
- The Music of Stones (1989年、ECM)
- Darkness and Light (1990年、ECM)
- To the Evening Child (1992年、ECM)
- 『ジャーニー・トゥ・ザ・ホリー・マウンテン』 - Athos (1994年、ECM)
- 『ガーデン・オブ・ミラーズ』 - The Garden of Mirrors (1997年、ECM)
- Desert Poems (2001年、ECM)
- Towards the Wind (2002年、ECM)
- 『ライフ』 - Life (2004年、ECM)
- On the Wing (2006年、ECM)
- Snow (2008年、ECM)
- Bold as Light (2010年、ECM)
- Panagia (2013年、ECM)
- Nomad Songs (2015年、ECM)
- Inland Sea (2017年、ECM)
- White night (2019年、ECM)
- Winter's End (2021年、ECM)